# ألفريدو أوسكار سان جان
ألفريدو أوسكار سان جان (بالإسبانية: Alfredo Oscar Saint-Jean) (و. 1926 – 1987 م) هو عسكري محترف من الأرجنتين ولد في الأرجنتين.
ويحمل رتبة عسكرية فريق أول .